# はりま (ニワトリ)
はりまは家畜改良センター兵庫牧場（兵庫県たつの市）が開発した国産鶏種。
鶏肉は丹精國鶏（たんせいくにどり）のブランド名で販売されている。

## 概要
日本の気候風土の中で生産することに適応した丈夫な鶏種を目指し、2001年に開発がはじめられた。
白色コーニッシュのオスと白色プリマスロックを2元交配した白色プリマスロックのメスとを交配させた品種である。
「はりま」の名称は、兵庫牧場の設立当初の名称が「播磨種鶏場」だったことに由来する。
2016年には、はりまの食肉を「丹精に育てられた日本の鶏」という意味を込めた「丹精國鶏」と「はりま振興協議会」によって命名される。

## 特徴
- 毛の量が多く、暑がりであり、夏季の飼育には注意が必要である[1]。

## はりま振興協議会
はりま振興協議会は、はりまの生産振興、普及のための意見交換、情報交換の場とすることを目的として2005年に設立された協議会である。
構成員は、全農チキンフーズ、群馬農協チキンフーズ、秋川牧園、オンダン農業協同組合、イシイ、全国農業協同組合連合会、生活クラブ生協連合会といったはりまの生産と流通に関連する各社で、オブザーバーとして家畜改良センター兵庫牧場が参加している。